# Pelle Haleløs (film fra 1981)
Pelle Haleløs (svensk: Pelle Svanslös) er en animeret spillefilm fra 1981 instrueret af Stig Lasseby og Jan Gissberg.

## Svenske stemmer
- Mats Åhlfeldt - Pelle Svanslös
- Ewa Fröling - Maja Gräddnos
- Ernst-Hugo Järegård - Elake Måns
- Carl Billquist - Bill
- Björn Gustafson - Bull
- Wallis Grahn - Gammel-Maja i domkyrkotornet
- Lena-Pia Bernhardsson - Gullan från Arkadien
- Charlie Elvegård - Laban från Observatorielunden/En råtta
- Åke Lagergren - Murre från Skogstibble/Kalle Huggorm
- Nils Eklund - Rickard från Rickomberga
- Jan Sjödin - Fritz
- Gunilla Norling - Frida
- Eddie Axberg - Den tjocka råttan
- Gunnar Ernblad - Kråkan
- Kajsa Bratt - Birgitta
- Niklas Rygert - Olle
- Helena Brodin - Mamma
- Axel Düberg - Pappa
- Sture Hovstadius - ladugårdsförmannen

## Danske stemmer
I den danske version har følgende skuespillere lagt stemmer til filmens figurer:
- Anders Bircow
- Kirsten Hansen-Møller
- Paul Hüttel
- Trine Pallesen
- Kim Varde Lassen
- Claus Ryskjær
- Ulf Pilgaard
- Jesper Klein
- Thomas Eje
- Kurt Ravn
- Benny Hansen
- Ove Verner Hansen
- Peter Belli
- Vera Gebuhr
- Birgitte Bruun
- Kirsten Norholt
- Holger Vistisen
- Ernst Meyer